# Француска Полинезија на Светском првенству у атлетици на отвореном 2011.
Француска Полинезија је учествовала на 13. Светском првенству у атлетици на отвореном 2011. одржаном у Тегу од 27. августа до 4. септембра девети пут. Репрезентацију Француске Полинезије представљао је један такмичар који се такмичио у трци на 1.500 метара.,
На овом првенству такмичар Француска Полинезија није освојио ниједну медаљу али је остварио најбољи резултат у сезони.

## Учесници
Мушкарци:
- Шарл Делис — 1.500 м

## Резултати

### Мушкарци
| Атлетичар  | Дисциплина | Лични рекорд | Квалификације | Квалификације | Полуфинале           | Полуфинале           | Финале               | Финале        | Детаљи         |
| Атлетичар  | Дисциплина | Лични рекорд | Резултат      | Место         | Резултат             | Место                | Резултат             | Место         | Детаљи         |
| ---------- | ---------- | ------------ | ------------- | ------------- | -------------------- | -------------------- | -------------------- | ------------- | -------------- |
| Шарл Делис | 1.500 м    | 3:49,55      | 3:51,36 ЛРС   | 11. у гр. 2   | Није се квалификовао | Није се квалификовао | Није се квалификовао | '33 / 37 (38) | [ мртва веза ] |